# 山本郁榮
山本 郁榮（やまもと いくえい、山本 郁栄、1945年2月17日 - ）は、日本の元レスリング選手、日本体育大学スポーツ医学研究室名誉教授、元トレーナー研究会顧問、NPO法人日本スポーツネットワーク（JSN）理事長。GENスポーツアカデミー総監督。日本体育大学卒業。
長女の山本美憂、長男の山本徳郁、次女の山本聖子、孫の山本アーセン（美憂の息子）らもレスリング・総合格闘技の実力者である。

## 経歴

### 学生時代
1945年（昭和20年）2月17日、愛知県碧海郡高浜町（現・高浜市）に生まれた。1960年（昭和35年）に高浜市立高浜中学校を卒業し、その後愛知県立刈谷北高等学校を卒業した。日本体育大学（日体大）体育学部体育学科に進学し、4年時にはアメリカ合衆国の東ミシガン大学体育学部に留学している。1970年（昭和45年）3月に日本体育大学を卒業した。
高校まではバスケットボールや剣道をしていたが、父親に東京の大学へ進学することを反対され、母親が学費を捻出して上京した事情から、「どんなスポーツでもいいから日本一になって母親に応えたい」と決意し、大学入学後はバスケットボールを断念してレスリングへ転向した。
同様に大学入学後に柔道からレスリングへ転向し、1964年東京オリンピックのグレコローマンスタイル・フライ級（52kg）で金メダルを獲得した花原勉から指導を受けるなどして頭角を現し、全日本レスリング選手権大会では日体大在学時（1969年）、日体大OB時（1970年）、日体大教員時（1972年）に3度優勝。

### ミュンヘン五輪
1972年（昭和47年）にはレスリング日本代表（グレコローマン57kg級）としてミュンヘンオリンピックへ出場した。前評判では金メダル候補とされたが、結果は5回戦でロスタム・カザコフに敗退し7位。大会を通じて東欧諸国に有利な判定が続いたことや、カザコフが金メダルを獲得したことなどから「幻の金メダル」と報道された。
妻の山本憲子は結婚までレスリングとは無縁であったが、結婚後に日本人女性初のレスリング公認審判員となった。憲子は51歳だった1999年（平成11年）に白血病で死去した。

### 現役引退後
現役引退後はレスリングクラブ「日体パンサーズ」を主宰し、日体大コーチとして後進の指導にあたると共に、アメリカ留学時に学んだテーピングの理論・実技指導などを紹介し、スポーツ医学の専門家として日本におけるテーピングの普及に多大な貢献をした。
2005年（平成17年）、スポーツを通して一般市民の健康増進に寄与することを目的とするNPO法人日本スポーツネットワークを設立した。山本が初代理事長に就任し、レスリング教室・セミナー・講演会など啓蒙活動に尽力している。
2008年（平成20年）4月1日、東京都大田区中馬込に自身が代表を務めるスポーツジム「ヤマモト・スポーツ・アカデミー」（YSA）をオープンさせた（KRAZY BEEと併設）。

## オリンピックでの成績
ミュンヘンオリンピックにおける戦績
- 1回戦 ○（負傷棄権、2:59）Arlouzaden, Ferodz（ イラン）
- 2回戦 ○（フォール、1:43）Famatid, Rogelio（ フィリピン）
- 3回戦 △（引き分け）Lindholm, Per（ スウェーデン）
- 4回戦 ●（判定）Bacui, Ion（ ルーマニア）
- 5回戦 ●（判定）Kazakov, Rustem（ ソビエト連邦）

世界で最も標準的な体格の階級である57kg級はグレコローマン最多の30選手が出場する最激戦の階級であったが、山本はメダル獲得を期待される強豪選手として参戦した。しかし、ミュンヘンオリンピック事件などの影響で波乱の試合展開が続出し、山本も不可解な判定負けにより7位という不本意な結果に終わった。山本は試合後、「俺が勝ったんだ」と叫んでマット上で号泣し、その姿が当時の朝日新聞などに掲載された。当時のグレコローマンは有力選手の多い欧州理事会が発言力が強く、圏外選手に不利な判定が下されることが多かったとも言われる。
政治的な意向により東側諸国に優位な判定が下されたのではないかとも噂され、山本に5回戦で判定勝ちを収めたソ連のカザコフが金メダルを獲得したため「幻の金メダル」とも評された。後に生まれる美憂はミュンヘン、聖子はオリンピックに因んで命名されたことから、この時の父の無念を晴らしたいと子供達が志すきっかけとなった。
長男の徳郁も総合格闘家としての活動を一時休止してアマチュアレスリング選手として北京オリンピック出場を目指したことからも、レスリング一家の思いが窺い知れる。

## 著書
単著
- 機能解剖からみたテーピングの実技と理論（1987年、文光堂）ISBN 9784830627071
- 運動解剖からみたテーピングの実技と理論改訂版（1987年、文光堂）ISBN 9784830627088
- 運動解剖からみたテーピングの実技と理論改訂第3版（1993年、文光堂）ISBN 9784830627149
- 娘とわたし （1996年、清水書院）ISBN 9784389500207
- 神の子 - 父が語る山本"KID"徳郁の半生（2006年、マキノ出版）ISBN 9784837670575

共著
- スポーツ外傷障害からみたテーピングの実技と理論（1997年、文光堂、平川誠との共著）ISBN 9784830651250
- "KID" BODYトレーニングブック - 強くてカッコイイ体に変身!（2007年、マキノ出版、山本徳郁著、山本郁榮監修）ISBN 9784837670766